# Jiří Kauer
Jiří Kauer (21. května 1925 Chodská Lhota – 7. února 1952 Věznice Pankrác) byl český protikomunistický odbojář odsouzený v politickém procesu k trestu smrti a v roce 1952 popraven.

## Životopis
Narodil se v roce 1925 v Chodské Lhotě na Domažlicku. V dětství absolvoval pět tříd obecné školy, později navštěvoval rovněž měšťanskou školu. Působil jako lesní praktikant, Byl zároveň vlastníkem hospodářství.

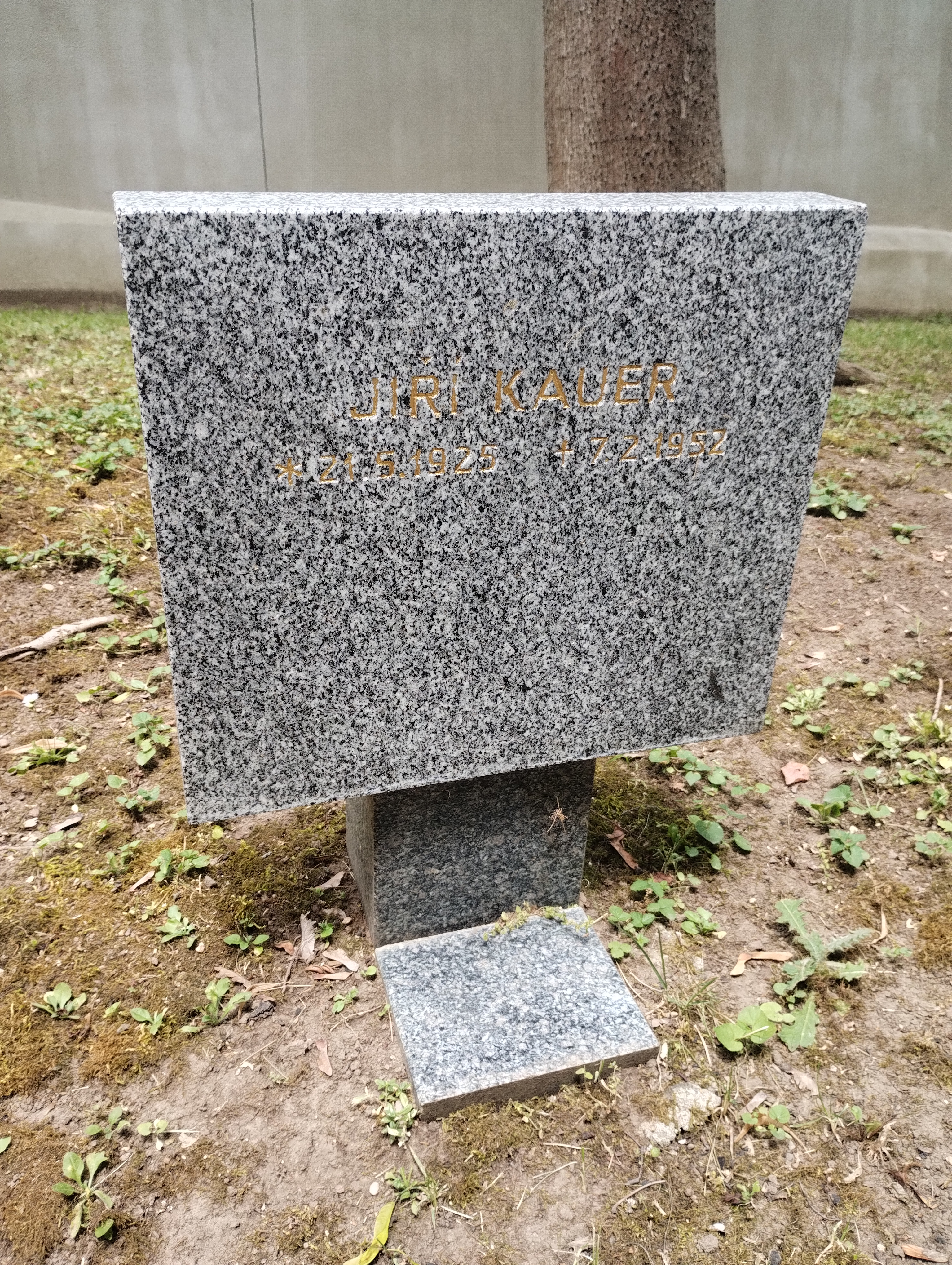
Symbolický náhrobek Jiřího Kauera na Čestném pohřebišti v Ďáblicích

V rámci protikomunistického odboje pomáhal Čechoslovákům přes železnou oponu emigrovat z Československa do Západního Německa. Přes hranice měl rovněž pašovat zboží. Státní bezpečnost jej zadržela v roce 1951. Označila jej jako agenta zpravodajské služby CIC. Za trestné činy velezrady, vyzvědačství a pokusu o vraždu byl v politickém procesu odsouzen k trestu smrti. Popraven byl v Pankrácké věznici v únoru 1952. Je pohřben na Ďáblickém hřbitově v Praze.
Po sametové revoluci byl v roce 1990 rehabilitován.